# Maison Burtz
La maison Burtz est l'un des bâtiments de style Empire située au 22, rue Aleksanterinkatu en bordure sud de la place du Sénat à Helsinki. 

## Description
La maison Burtz est construite entre la maison Bock à son Est et la maison Hellenius à son Ouest. 
L'édifice à trois niveaux est construite en 1762 pour le maire Nils Burtz.
Nils Burtz meurt avant la fin des travaux. 
La maison de style néo-classique est terminée en 1775. 
En 1836, les travaux de rénovation conçus par Jean Wik lui donneront son style Empire actuel.
En 2016, les travaux de rénovation permettent d'ouvrir un restaurant au rez de chaussée,.